# Mimikry

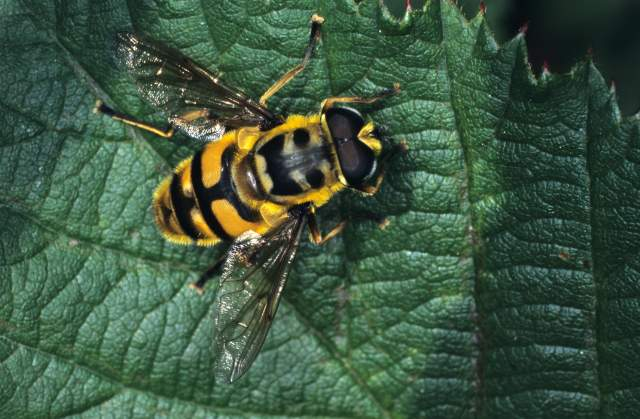
Pestřenka smrtihlavka
Pestřenky připomínají jedovaté vosy, včely, bodavé mouchy apod.

Mimikry čili mimetismus nebo mimeze je termín označující podobnost mezi dvěma blíže nepříbuznými živočišnými druhy, a to nikoliv na základě konvergentního vývoje (např. ryba a delfín nejsou mimetici, jen žijí ve stejném prostředí).
Někdy se však mezi pojmy „mimikry“ a „mimeze“ kladou určité významové rozdíly, viz níže.
Důvodem vzniku mimikry je obvykle ochrana před predátory. Na mimikry dané zbarvením má také vliv chování evolučně předchozích druhů.

## K pojmům mimeze a mimikry a jejich výkladu

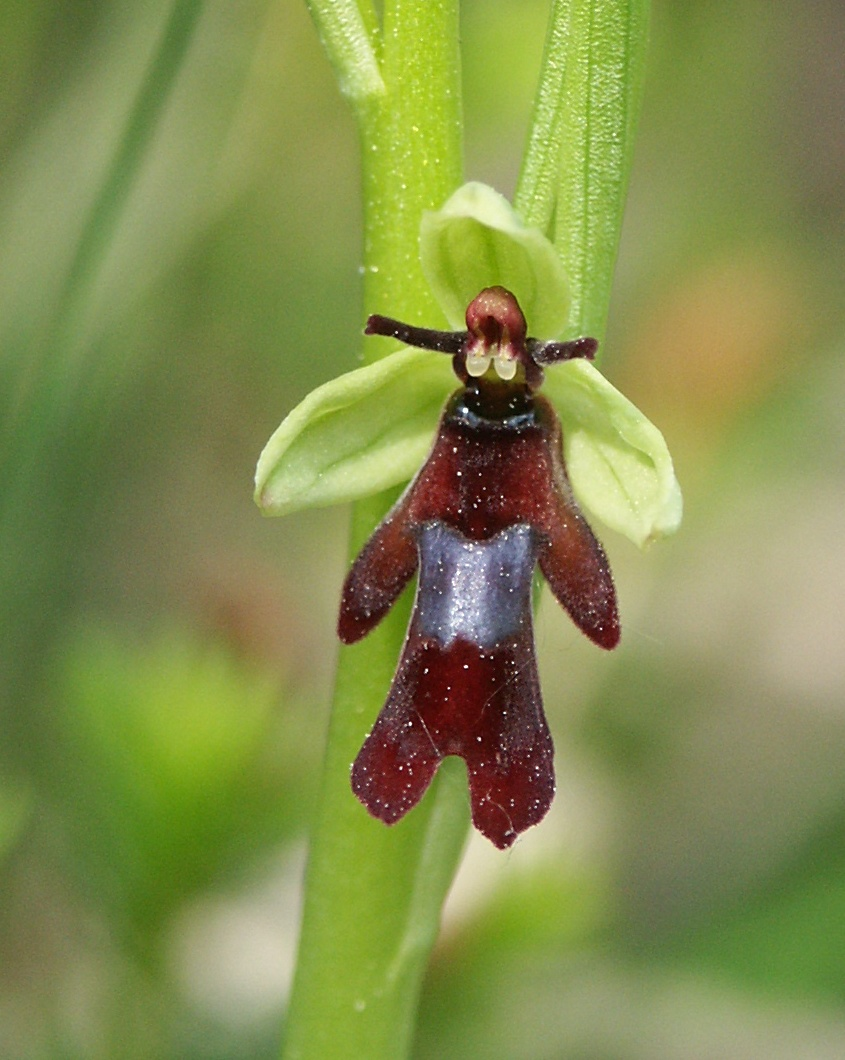
Tořič hmyzonosný, květ připomínající hmyz

Slovo mimikry pochází z řeckého mimikos (napodobující). Termín poprvé použili William Kirby a William Spence ve 4svazkovém díle Introduction to Entomology (1815–1826) roku 1817 pro jev, kdy se hmyz podobá částem rostlin. Slovo mimeze pochází z řeckého slova mimésis (napodobení). Slovo mimikry je v češtině středního rodu a je nesklonné.
Ekologický slovník terminologický a výkladový uvádí
- k pojmu mimeze: ochranné zbarvení (kryptické zbarvení, homochromie) nebo ochranný tvar těla (homotypie), kterými někteří živočichové napodobují listy, trny, větévky nebo jiné objekty, na nichž žijí a zcela s nimi splývají. Například housenky četných motýlů (zejm. píďalek) napodobují větvičky, někteří nosatci a pavouci se podobají ptačímu trusu, pakobylky větvičkám, lupenitky listům.
- k pojmu mimikry:
  - ochranné zbarvení, tvar těla nebo jeho části, příp. chování některých živočichů, kteří tak napodobují jiné, jedovaté, nepoživatelné nebo nebezpečné živočichy, čímž se chrání před svými přirozenými nepřáteli (tzv. batesovské mimikry). Například nesytka sršňová nebo někteří tesaříci napodobují vosy.
  - výstražné zbarvení, tvar těla nebo chování jedovatých, nepoživatelných nebo jinak nebezpečných živočichů, čímž varují přirozené nepřátele před útokem a následnou otravou nebo žahnutím (tzv. varovný šat neboli müllerovské mimikry). Jde o varování bez napodobení nějakého modelu.[4]

## Typy mimikry

### Batesovskémimikry
Někdy uváděno též jako batesiánské mimikry. Neškodný organismus přejímá projev nebo výstražné znaky (často barevné) nebezpečných (jedovatých) organismů. Například dvoukřídlý hmyz – pestřenky (např. pestřenka rybízová) – napodobuje svým vzhledem vosy, včely a čmeláky; nejedovaté korálovky napodobují jedovaté druhy hadů (korálovce nebo jiné korálovky).
Mláďata sýčka králičího zatlačená predátorem do nory vydávají zvuky stejné jako chřestýš. Netopýr velký napodobuje bzučivý zvuk jedovaté sršně, aby odradil predátora, kterým je sova pálená a puštík obecný.

### Müllerovskémimikry
Někdy uváděno též jako mülleriánské mimikry. Jedná se o případ, kdy jeden nebezpečný či nepoživatelný druh napodobuje jiný nebezpečný druh proto, aby se jejich společný predátor naučil toto zbarvení lépe rozeznávat. Tím se zvyšuje pravděpodobnost přežití obou lovených druhů.

### Emsleyovské-mertensovské mimikry
Někdy uváděno též jako emsleyovské mimikry, mertensovské mimikry. Silně nebezpečný druh přejímá výstražné znaky méně nebezpečného druhu. Pro smrtelně jedovaté druhy je výhodnější napodobit zbarvení méně nebezpečných druhů, kterým se už predátoři naučili vyhýbat. Například silně jedovatý had korálovec žlutavý napodobuje středně jedovatou korálovku rodu Erythrolamprus.
Pro smrtelně jedovaté druhy může být vytváření vlastního aposematického zbarvení (müllerovské mimikry) neúčelné, jelikož predátor, který je napadne, nepřežije a nemůže si proto do budoucna odnést žádnou zkušenost, která by ho napříště od útoku odradila. Pro takto jedovaté druhy je proto výhodnější napodobit zbarvení méně nebezpečných druhů, kterým se už predátoři naučili vyhýbat.

### Peckhamovské mimikry
Někdy je jev označován jako agresivní mimikry. Druhy využívající peckhamovské mimikry napodobují částí svého těla jiný organismus. Mohou to být různé výrůstky, na které živočich láká kořist. Například u hlubinných ryb orgán zvaný esca, který díky přítomnosti speciálních bakterií vydává světlo (tykadlovka Holboellova, tykadlovka hlubokomořská (Ceratias uranoscopus), hltavec dvoutrnný (Diceratias bispinosus). Příkladem je také kajmanka supí, která láká kořist červovitým kroutícím se jazykem. Peckhamovské mimikry se vyvinuly mj. u predátorů, kteří napodobují neškodné organismy nebo třeba sexuální partnery (např. některé kudlanky a světlušky).

## Mimikry vajec

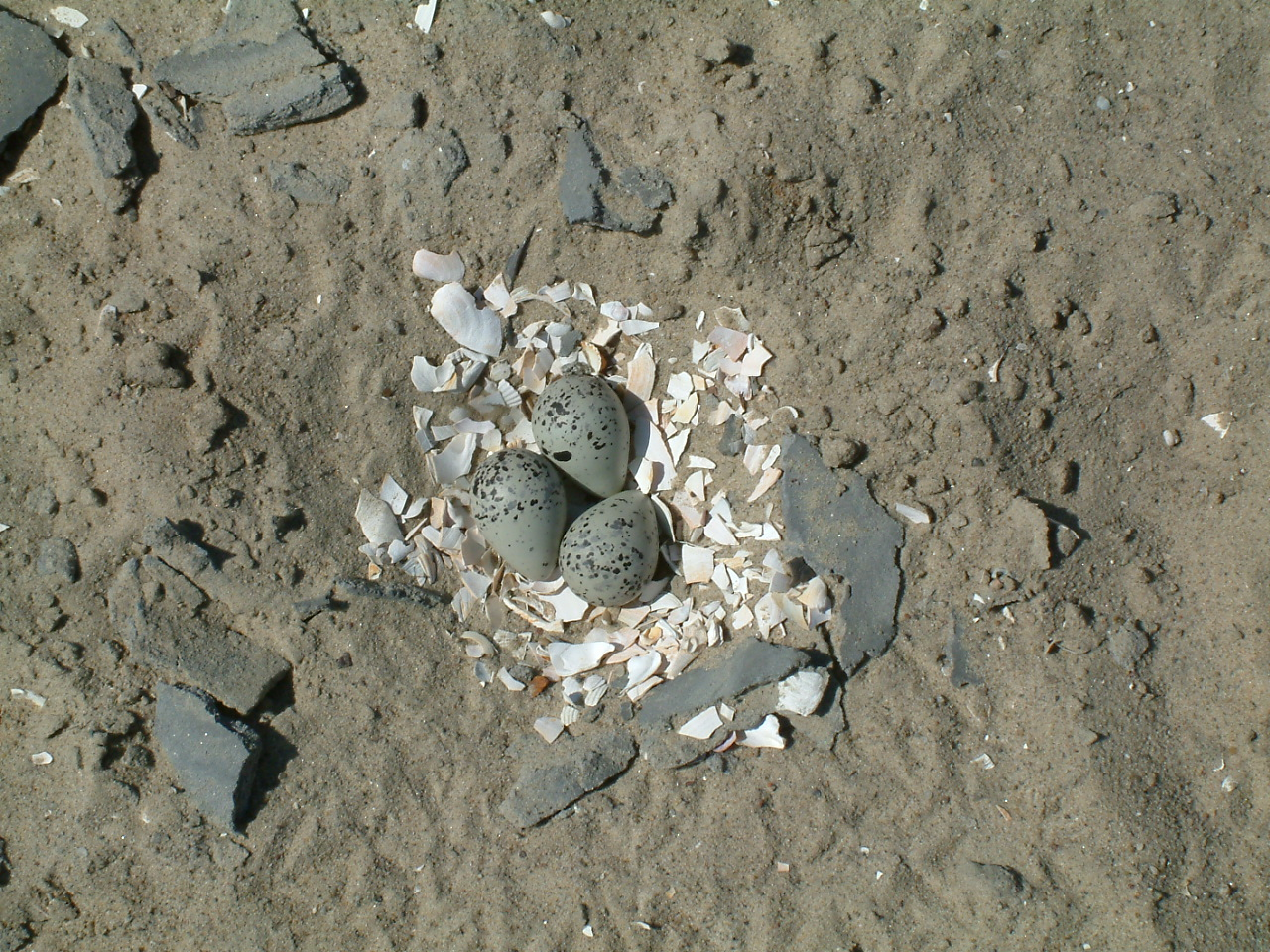
Vejce kulíka krotkého v hnízdě na zemi

Nejen samotní živočichové, ale i jejich vejce mohou splývat s prostředím. Například vejce ptáků, kteří hnízdí na zemi, vypadají jako kameny atd.

## Mimikry u rostlin
Některé rostliny, jako traviny, se mohou záměrně zaměňovat s jinými, někdy jedovatými. Některé vyšší kvetoucí rostliny jako například orchideje vytvářejí květy připomínající tvarem, příp. i pachem samičky hmyzích druhů, jimiž pak lákají samečky, kteří se bezděčně stávají opylovači.

## Galerie

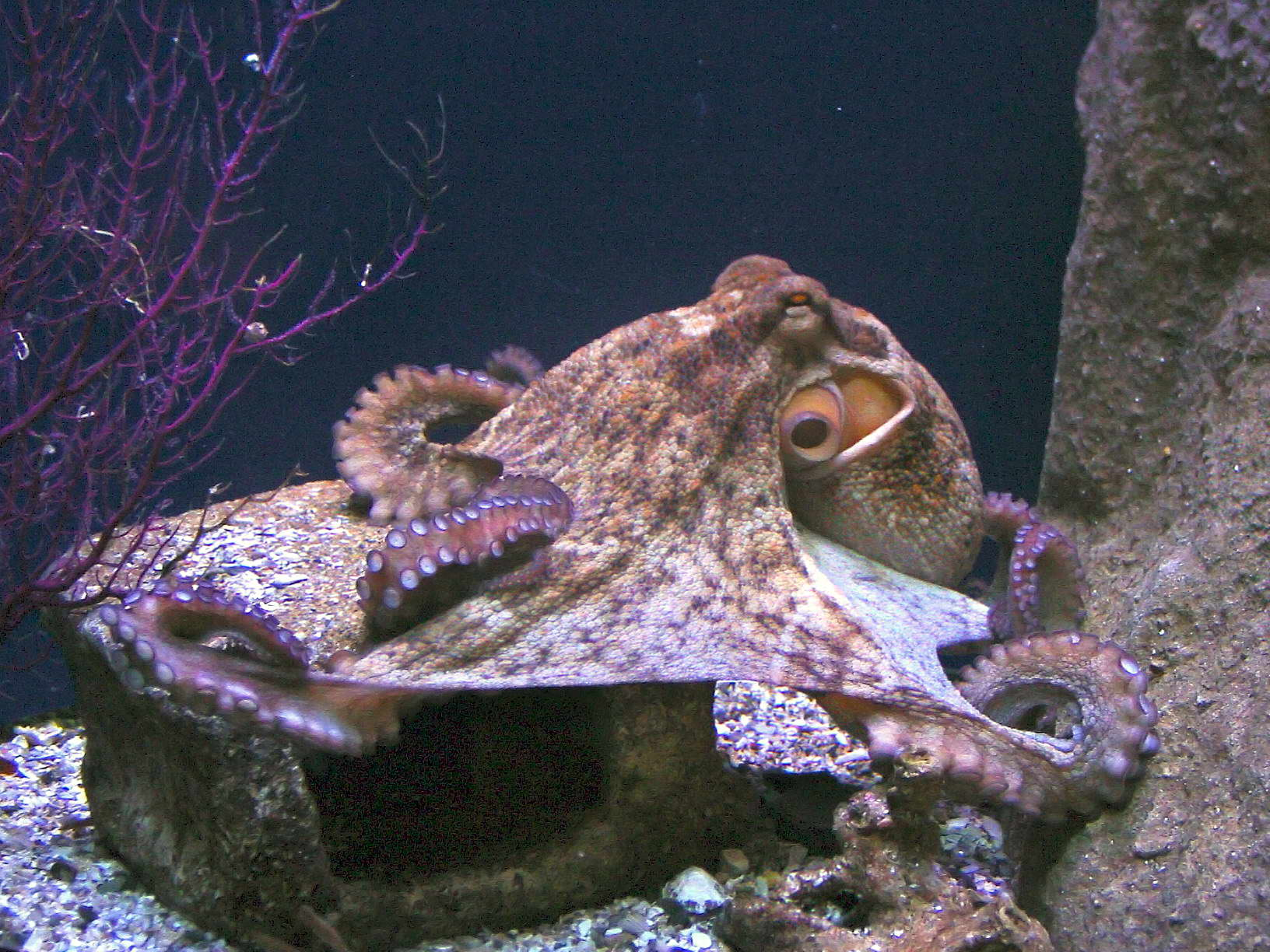
Chobotnice měnící barvu pokožky podle prostředí
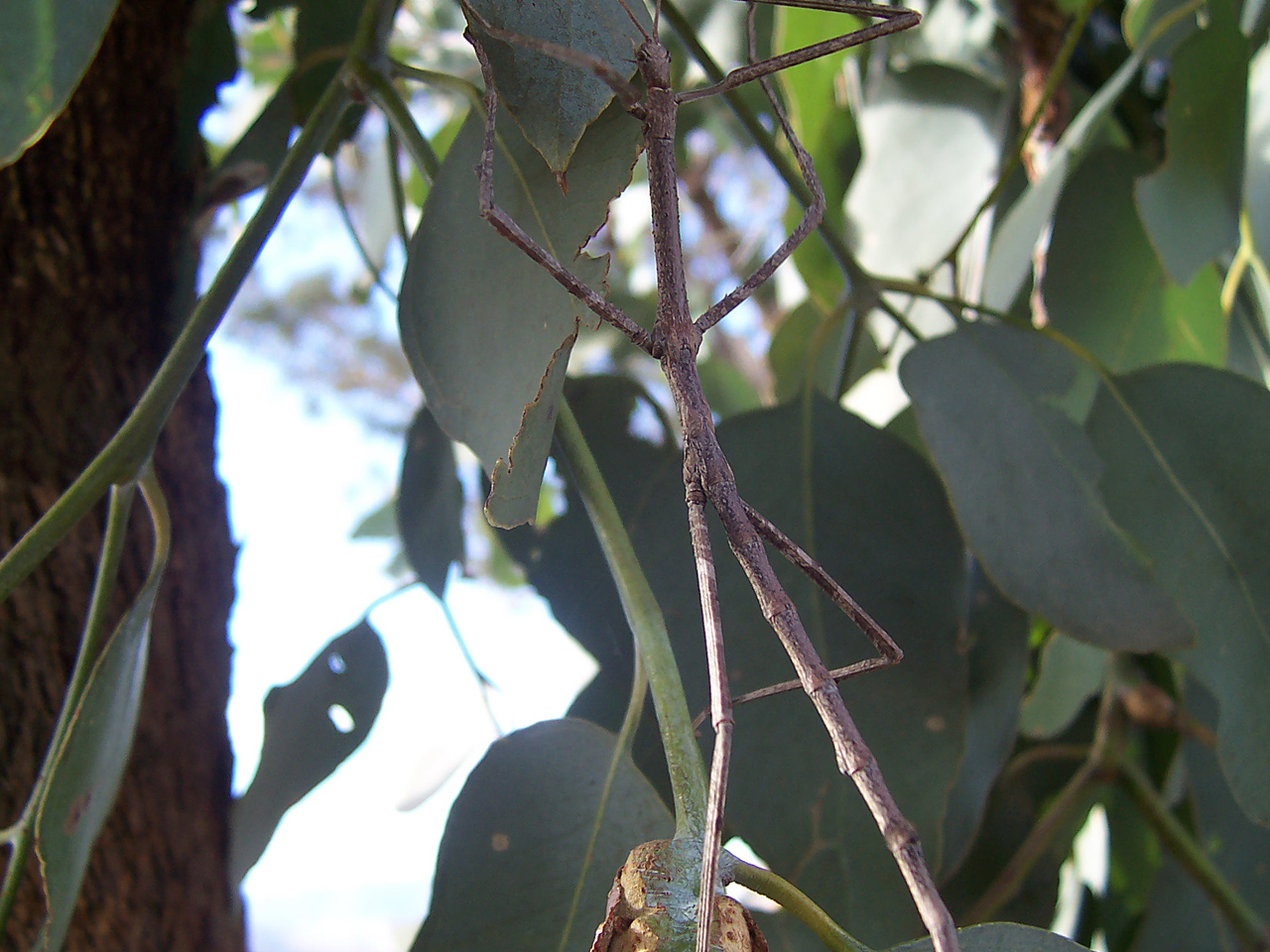
Strašilka rodu Ctenomorpha připomínající větvičku
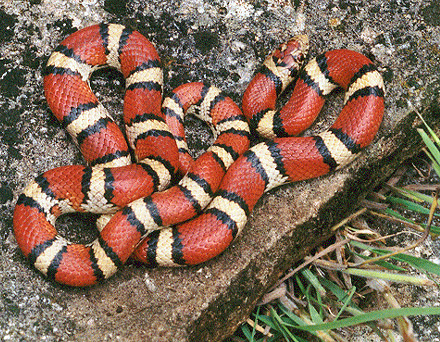
Neškodná korálovka sedlatá
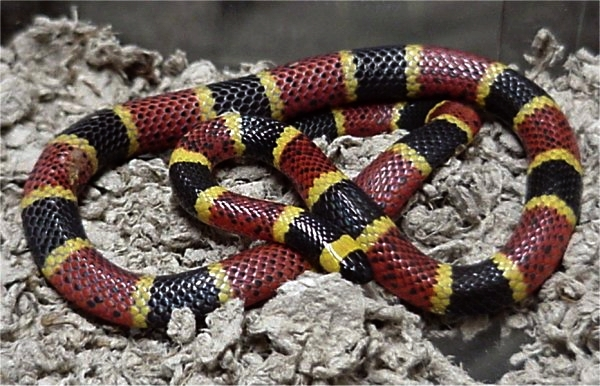
Jedovatý korálovec Micrurus tener

#### Dětská literatura
- BROWN, Carron. Tajemství zvířecího maskování. Překlad Vlasta Benešová. 1. české vyd. Praha: Svojtka & Co., 2017. 35 nečísl. s. Posviť na to. ISBN 978-80-256-1989-6. [Publikace pro děti.]
- FOGATO, Valter. Barevná říše zvířat. Překlad Olga Čaplyginová, ilustrace Isabella Grottová. 1. vyd. Praha: Mladá fronta, 2019. 39 s. ISBN 978-80-204-5333-4. [Publikace pro děti a mládež.]
- GANERI, Anita. Divoký barevný svět zvířat. Překlad Tomáš Kapic. 1. vyd. Praha: Slovart, ©2017. 79 s. ISBN 978-80-7529-473-9. [Publikace pro děti.]
- KÖHRSEN, Andrea. Rajčatová žába a modrý drak: nejbarevnější zvířata naší planety. Překlad Jana Čeřenová. 1. vyd. Brno: Kazda, 2021. 40 s. ISBN 978-80-7670-038-3. [Publikace pro děti a mládež.]
- Neobyčejná zvířata. Mistři úniku. Překlad Pavel Eminger. Praha: Fragment, ©2019. 29 s. ISBN 978-80-253-4205-3. [Publikace pro děti a mládež.]